# Atelocynus microtis
Atelocynus microtis (коротковухий пес) — вид родини псових (Canidae), ряду хижих. Країни поширення: Болівія, Бразилія, Колумбія, Еквадор, Перу. Полюбляє непорушені ліси Амазонської низовини, у тому числі реліктові ліси, болотисті ліси, бамбукові зарості, первинні галерейні (вздовж річок) ліси. Дуже рідкісні в районах зі значним втручання людини. Найбільша висота, на якій був зареєстрований вид — 1200 м в Андах Еквадору, в перехідній зоні між низовинними лісами й хмарними лісами.

## Етимологія
Родове ім'я Atelocynus утворене від грец. ateles — «незавершений» і грец. cyon — «пес». Ім'я виду microtis утворене грец. micros — «малий» і грец. ot — «вухо».

## Морфологія
Морфометрія. Довжина голови й тіла: 720—1000 мм, хвіст: 250—350 мм, висота в плечах: 356 мм вага: 9—10 кг.
Опис. Вуха заокруглені й порівняно з іншими членами родини короткі, 34-52 мм в довжину. Забарвлення верхньої частини тіла від темно-сірого до чорного, низ рудий, змішаний з сірим і чорним. Тонко вкритий шерстю хвіст чорного кольору за винятком блідої нижньої частини хвоста біля його основи.

## Поведінка
Рухається з такою котячою грацією і легкістю, яка не спостерігається в жодного іншого представника родини. Полює поодинці й захоплює в першу чергу малих й іноді середніх гризунів у той час як симпатричний вид Speothos полює та зазвичай вбиває більш великих тварин. Полонені самці в Боготі їли сире м'ясо, пагони трав і продукти, які зазвичай їдять люди. Самець і самиця, які були доставлені в Брукфілдський зоопарк виявилися зовсім різними за темпераментом: самець був надзвичайно доброзичливим і слухняним (фактично став дуже ручним), але самиця була постійно ворожою. Самець дозволяв гладити себе особам, яких визнавав, також він качався на спині й реагував на увагу з боку знайомих людей слабким, але помітним вилянням задньої частини хвоста. Запах з анальних залоз був сильним і мускусний в самця, але ледве виявлявся у самиці. У обох статей очі помітно світились в тьмяному світлі. Один полонений жив 11 років.

## Генетика
Каріотип характеризується диплоїдним числом хромосом, 2n=76, фундаментальне число, FN=78.

## Загрози та охорона
Серйозну загрозу для цього виду становлять захворювання, що передаються від домашніх собак і втрата місць проживання. Протягом останнього десятиліття, його присутність було підтверджено в охоронних територіях в Болівії, Бразилії, Еквадорі та Перу.